# José María López
José María López (Río Tercero, Provincia de Córdoba, Argentina, 26 de abril de 1983), más conocido como Pechito López, es un piloto de automovilismo argentino. Es tricampeón del Campeonato Mundial de Turismos en 2014, 2015 y 2016 con Citroën, bicampeón del Campeonato Mundial de Resistencia de la FIA en 2019-20 y 2021 con Toyota Gazoo Racing, y el segundo piloto argentino ganador de las 24 Horas de Le Mans, desde José Froilán González en 1954.
En materia de títulos, en su palmarés también se incluye dos títulos en la Fórmula Renault (2002 en la FR2000 y 2003 en la FRV6), dos títulos en el Turismo Competición 2000 (2008 y 2009), uno de Top Race V6 (2009), y uno en Súper TC 2000 (2012).

## Trayectoria

### Karting
En 1993 comienza a competir localmente, ganando el primer campeonato en que compitió, sobre circuitos de tierra. En 1994 llega a las pistas de asfalto, con mayor exigencia física. Ese mismo año participa de un seminario internacional de karting en el kartódromo Ayrton Senna de Brasil.
Entre 1995 y 1997 compite en los campeonatos Sudam Pre-Junior de 125cc, Sudam Juniors 125cc, Sudam Seniors 125cc, Internacional Seniors 100cc y todos los campeonatos argentinos, obteniendo 3 subcampeonatos en 125cc y un subcampeonato en 100cc, además de dos Copas Master.
En 1998 participa del Campeonato Panamericano en Venezuela y del Campeonato Senior 125 cc, alcanzando la tercera posición en el mismo.
En 1998 viaja a Europa, en donde se destaca en las pruebas para el equipo CRG semioficial con el cual participa de su primer Campeonato Mundial de Karting. En 1999, ya radicado en Faenza, Italia corre para el equipo semioficial CRG en el Open Italiano (logrando el 3.er puesto final), el Campeonato Europeo (en que finaliza 4º), el Campeonato Mundial de Bélgica y la Copa del Mundo de Karting en Japón (por invitación de la FIA). El año 2000 lo encuentra ya como piloto oficial CRG trabajando incansablemente en el desarrollo de nuevos chasis y motores, participando del Campeonato Europeo, Campeonato Mundial Braga en Portugal, la Winter Cup, en Lonato, Italia y la Copa Mundial Montegi, Japón (Invitado FIA - F.M.K.).

### Fórmula Renault
En 2001, abandona su etapa del kart para pasar al automovilismo, participando en el Campeonato Europeo de Fórmula Renault 2000 con el equipo Lucidi y con el apoyo del Lincoln Sport Group, en lo que fuera el último proyecto serio desde Argentina de llevar a un piloto a la Fórmula 1.En el equipo también se encontraban sus compatriotas Esteban Guerrieri y Mariano Altuna. En 2002, pasa al equipo CRAM, con quienes obtiene el Campeonato Italiano de Fórmula Renault 2000 y el 4º puesto en el Campeonato Europeo (participando sólo en el 60% de las carreras disputadas).
Sus relevantes actuaciones motivaron al equipo Renault F1, para incluirlo en su programa de desarrollo de jóvenes pilotos, el Renault Driver Development (RDD) y, con su auspicio, ocupa una butaca en el equipo DAMS en la Eurocopa de Fórmula Renault V6, obteniendo un nuevo campeonato. Este resultado le significa una prueba con el equipo Renault F1, que se concreta durante tres días en el Circuito de Cataluña. Lo demostrado en esta experiencia, le vale una invitación del equipo Minardi para ensayar con su F1 durante dos días en el circuito italiano de Vallelunga.

### Fórmula 3000/GP2
Durante 2004, el cordobés participa en la Fórmula 3000 Internacional como piloto del equipo CMS Performance (propiedad de Coloni Motorsport). Obtuvo el 6º puesto final, luego de obtener dos terceros puestos, un cuarto y un quinto, así como dos récord de vuelta. Continúa formando parte del equipo de pruebas de Renault F1.
En el año 2005, López vuelve a unirse al equipo DAMS, pero esta vez para participar de la GP2 series. Finaliza en el 9º lugar en el campeonato, obteniendo un triunfo (en el Gran Premio de España), dos segundos puestos, dos cuartos y dos sextos.
Además, realiza varios ensayos para el equipo Renault F1 (que ese año obtiene el Campeonato Mundial de Constructores y consagra como Campeón Mundial de Conductores a Fernando Alonso). A finales de ese año, regresa a su país para competir en el primer Master de Pilotos organizado para pilotos argentinos de automovilismo nacional e internacional, siendo su primer ganador.
En 2006, fue el último año en el RDD (como 4º piloto del equipo Renault F1). Compitió por última vez en GP2 Series, integrando el equipo Supernova. Obtuvo tres podios y siete resultados puntuables en 21 carreras, por lo que finalizó décimo en el campeonato.
En el momento en que le correspondía ascender a piloto de pruebas en reemplazo de Heikki Kovalainen, Renault decidió retirarle el apoyo para permanecer en su programa de desarrollo de pilotos RDD, por lo cual regresó a Argentina.

### Vuelta a Argentina
De vuelta en Argentina, López corrió en el Turismo Competición 2000 para el equipo semioficial Honda Racing, conduciendo un Honda Civic.
Por otra parte, es invitado por la Scuderia Ferrari para participar de las 12 Horas de Sebring en la categoría American Le Mans Series, con una Ferrari F430 GT del equipo Petersen Motorsports. Tuvo que abandonar la competencia por un principio de incendio provocado por una pérdida de aceite.
Nuevamente es invitado por Ferrari para participar del Gran Premio de San Petersburgo con otra Ferrari F430 GT del equipo Risi Competizione.
Es llamado para participar también en el Turismo Carretera (TC) de Argentina, la categoría más popular de su país. Pero rechaza la posibilidad debido a la obligatoriedad de participar en por lo menos tres competencias de la categoría TC Pista (categoría inferior al TC).
Firmó con el equipo HAZ para correr con Chevrolet con el número 73 y continuó participando en TC2000 con el equipo Honda Racing Lubrax con el número 37.
Ha sido llamado por el equipo ACA Argentina para competir en el Campeonato FIA GT.
En su primera temporada completa en la categoría José María López obtuvo el campeonato de TC2000 logrando cuatro victorias (Santa Fe, Buenos Aires, Oberá y Potrero de los Funes) y 8 pole positions devolviéndole el campeonato a la escudería Honda Racing luego de 10 temporadas.
En 2009 queda a las puertas de ser campeón de TC 2000 y Turismo Carretera.
López había arrancado su andar en el TC 2000, donde a bordo de su Honda Civic y luego de cuatro victorias y varios récords de vuelta se coronó campeón en la última fecha. La historia siguió en el TRV6 donde luego de correr tres carreras a bordo de un Mercedes-Benz Clase C, atendido por el SportTeam, cambió de equipo y comenzó nuevamente su andar arriba de un Ford Mondeo atendido por el AS Racing, obteniendo varios récords de vuelta, cinco victorias y consagrándose campeón en la última fecha.
Finalmente, el sueño de la Triple Corona quedó trunco cuando en la última fecha del Turismo Carretera, y logrando lo que ningún piloto había logrado, su Torino Cherokee se despistó a 10 vueltas del final por una mancha de aceite en la pista provocando su abandono. Debió esperar al final de la carrera, ya que su rival por el título Emanuel Moriatis debía obtener puntos importantes en la carrera para arrebatarle el campeonato, los cuales finalmente obtuvo al ganar la competencia. López finalmente terminó segundo en la Copa de Oro Río Uruguay Seguros, pero finalizó el campeonato en tercer lugar, detrás de Moriatis y Mariano Altuna, que lo superó por llevar más puntos en la tabla general.
A lo largo de las 42 carreras del año, López consiguió 11 victorias (cuatro consecutivas) y 24 pole positions.

### Ingreso fallido en la Fórmula 1
En enero de 2010, José María López fue confirmado como uno de los pilotos de la nueva escudería US F1 Team de Fórmula 1, capitaneada por el periodista Peter Windsor. A finales de ese año, López y Windsor fueron recibidos por la presidenta Argentina Cristina Fernández de Kirchner, en la Casa de Gobierno Argentina, quién aseguró el aporte de dos de los ocho millones de dólares exigidos por el equipo estadounidense, una vez que López obtenga la denominada superlicencia de piloto de Fórmula 1, con lo que su llegada a la F1 era casi un hecho.
Sin embargo, a pesar de los esfuerzos realizados, José María López recibió la noticia de que el equipo US F1 no podría competir en la máxima categoría, ya que los tiempos de armado de los coches se habían retrasado y el apoyo económico que iba a ser refrendado por el cofundador del sitio de videos YouTube, Chad Hurley, fue retirado. El mismo propietario de la escudería, Peter Windsor, le informó la situación a los representantes de López, quienes en seguida lograron ponerlo en contacto con José Ramón Carabante, nuevo propietario de la escudería Campos Meta (Más tarde renombrada como Hispania Racing).
Las negociaciones para poder ubicar a López en la F1, contaron también con la presencia de Chad Hurley, quien propuso la posibilidad de que tanto US F1 como la ex Campos Meta se fusionen para así darle un lugar en el equipo, junto al único piloto confirmado de la escudería, el brasileño Bruno Senna. Sin embargo, a finales de febrero, esa posibilidad se descartó, puesto que el piloto hindú Karun Chandhok logró hacerse con el segundo volante de Hispania, además de presentar una suma superior de dinero a la presentada por López. Con este dinero también, Hispania Racing lograría retirar sus unidades de la carrocera Dallara. Ante este panorama, sus representantes comenzaron gestiones para poder ubicarlo aunque sea como piloto probador de la escudería. Finalmente, la posibilidad de que López corra en F1, se vio truncada con el fracaso de dichas negociaciones.

### 2010

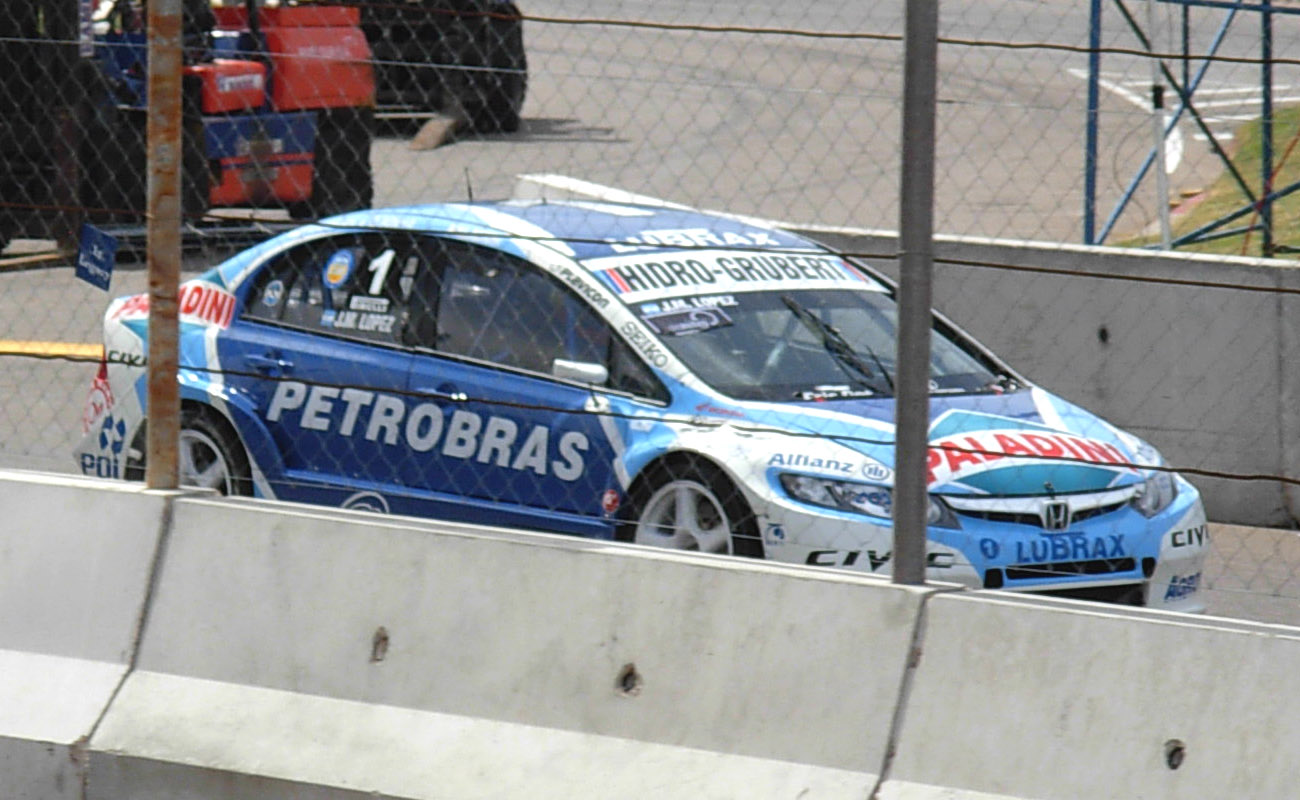
López en Circuito callejero de Punta del Este, para la temporada 2010 del TC 2000.

Tras el rotundo fracaso que significó su fallido ingreso en la Fórmula 1 a principios de año, López rápidamente se puso en contacto con los directores del equipo oficial Petrobras de TC 2000, quienes le aseguraron una butaca en el equipo. Obtuvo una victoria, cuatro podios, y el sexto puesto de campeonato.
En el TRV6, los directivos del AS Racing ya daban por hecho el regreso de López a su escudería a bordo del Mondeo campeón. Resultó 22º en la Copa América, y tercero en el Torneo Clausura.
Sin embargo, en el Turismo Carretera la situación se complicaría levemente, debido a que el equipo HAZ Racing Team, que lo cobijara durante todo 2009, ya no tenía cupos ni automóviles para ofrecerle, debido a las cuestiones reglamentarias. Es así que decide elevar hacia la dirigencia de la ACTC un pedido para cambiar de marca, teniendo en cuenta su tercer puesto en 2009 y que la marca que lo representaba (Torino Cherokee) ya tenía sus conductores. López resultó 36º en el Turismo Carretera.
Recibió el Premio Konex de Platino al mejor automovilista de la década en la Argentina.

### 2011
Con todas sus participaciones para el año ya arregladas tuvo uno de los veranos más tranquilos de su carrera. En TC y TRV6 definió su continuidad en el equipo Oil Competición, pasando a pilotar un Mercedes-Benz Clase C en la segunda.
En TC2000, ya que terminaría rescindiendo su contrato con el equipo oficial Petrobras pasando al equipo de TC 2000 de Fiat Argentina, quien a partir de ese año comenzaba a contar con el apoyo de Oil Combustibles. Uno de los motivos principales, de su alejamiento de su anterior equipo, fue que si bien poseía contrato con la escudería Honda, no era así con la petrolera brasileña, y su situación con Petrobras era vista como una incompatibilidad con su participación en el Turismo Carretera y el Top Race con Oil Competición.
López logró una victoria y tres podios en el TC 2000, por lo que se ubicó quinto en el campeonato. En el Top Race resultó subcampeón aunque sin victorias.
Dejando atrás una racha un tanto negativa en finales, el 18 de septiembre logra su primer triunfo en TC luego de casi dos años, en el circuito de Olavarría, y completando el combo pole position, serie y final. El piloto resultó cuarto en la tabla general.

### 2012
El cordobés siguió con un Chevrolet de Oil Competición en el Turismo Carretera. Obtuvo un tercer puesto en San Luis como mejor resultado, y quedó 23.º en el campeonato.
En el TC 2000, disputó la primera fecha con un Fiat de Pro Racing. Luego pasó al equipo PSG-16 para pilotar un Ford Focus. obtuvo cuatro triunfos y se coronó campeón ante Matías Rossi y Néstor Girolami.
Tauro Guidi Team contrató al piloto para disputar el Top Race con un Volwswagen Passat, donde no logró ningún podio.

### 2013
López se mantuvo en Oil Competición en la temporada 2013 del Turismo Carretera, pasando a utilizar un Dodge. Triunfó en Rafaela y acumuló cuatro podios, para terminar noveno en el campeonato.
PSG-16 se convirtió en el equipo oficial de la filial de Fiat en el nuevo Súper TC 2000. El cordobés obtuvo un triunfo y cinco podios, quedando ubicado en el quinto puesto final.
El piloto también corrió con PSG-16 en el Top Race. Al volante de un Ford Mondeo, resultó subcampeón por detrás de Agustín Canapino de manera polémica, luego de ser penalizado en la última carrera al adelantar a su rival golpeándolo, cruzar la meta primero y festejar en el podio.
López también participó de la doble fecha de Argentina del Campeonato Mundial de Turismos; conduciendo un BMW 320 TC del equipo Wiechers-Sport ganó la segunda manga y resultó quinto en la primera.

### Citroën WTCC

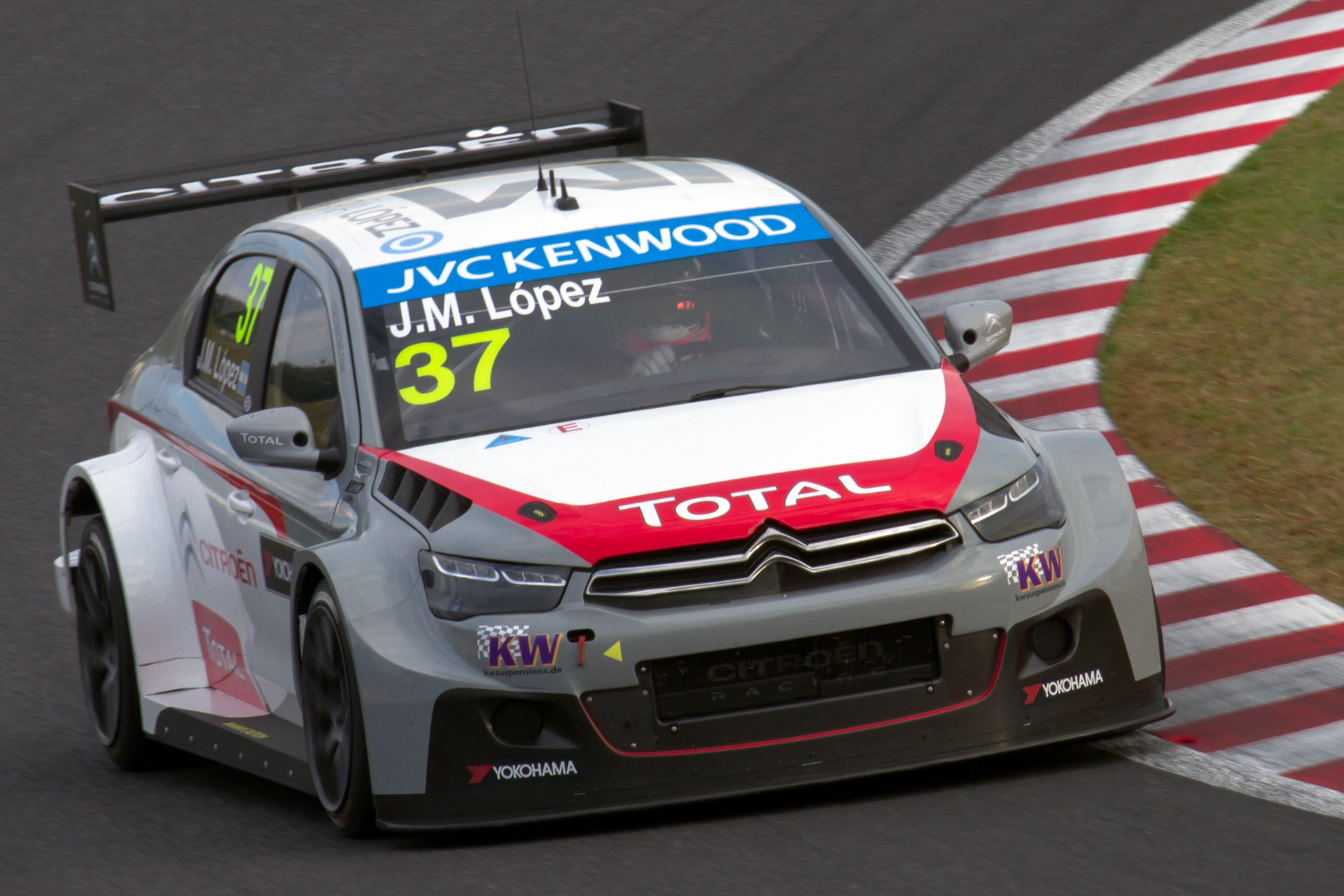
Citroën C-Elysée WTCC de López durante la fecha del Mundial de Turismo de Suzuka 2014.

López fue contratado por el Citroën World Touring Car Team para pilotar un Citroën C-Elysée en el Campeonato Mundial de Turismos de 2014, como compañero de equipo de Yvan Muller y Sébastien Loeb.
Obtuvo el título con tres carreras de antelación. Logró diez victorias y 17 podios en las 23 carreras del certamen.
Realizó una breve participación junto a su Citroën C-Elysée en un capítulo de la telenovela Señores papis emitida por la cadena Telefé.
En 2015, López continúa como piloto oficial de Citroën en el Campeonato Mundial de Turismos. Por otra parte, resultó cuarto en la carrera de invitados del Stock Car Brasil junto a Cacá Bueno al volante de un Chevrolet Sonic.
Se consagró campeón de la temporada 2015 de WTCC. Este logro le valió que su desempeño en la temporada fuese premiado por la FIA Americas Awards con el Volante de Oro.
En la temporada 2016 del WTCC, se consagró campeón en la 9.a fecha de 12, en el Circuito de Motegi, Japón, con 7 victorias hasta la fecha. Se despidió del WTCC con un 3° puesto en el Circuito de Losail, Catar.
Tiempo antes, había confirmado su participación en Fórmula E, con un Spark-DS Virgin DSV-02 del equipo DS Virgin Racing de Inglaterra. En 9 de octubre debutó en Fórmula E en Hong Kong, largando en la 3.a posición, pero se retiró de la carrera luego de un problema de suspensión, a raíz de un toque en la primera vuelta.

### WEC y Fórmula E

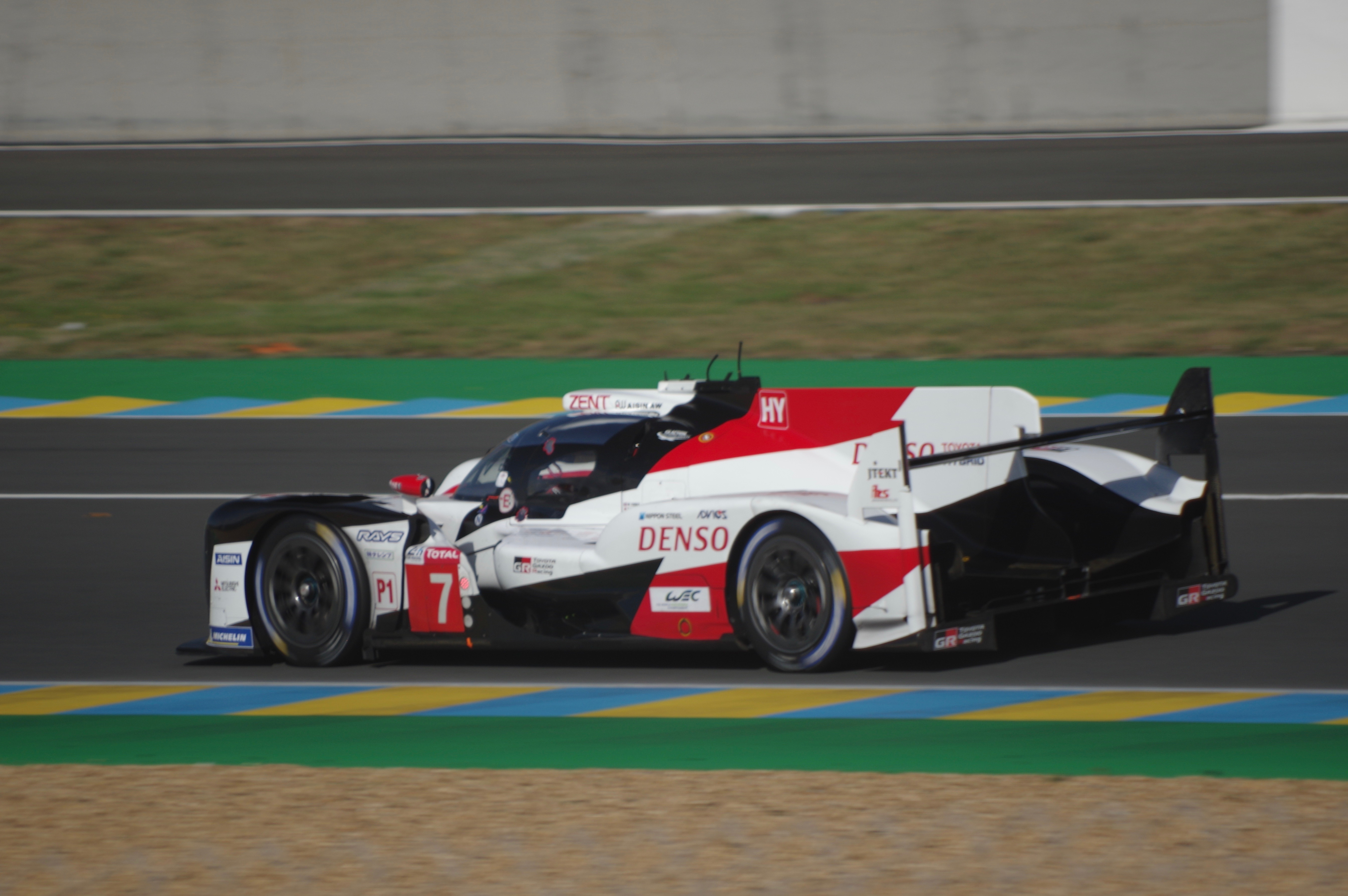
Toyota N.° 7 de Conway, Kobayashi y López durante las 24 Horas de Le Mans 2019.

En 2017, López se incorporó al equipo Toyota para competir en la clase LMP1 del Campeonato Mundial de Resistencia junto a Kamui Kobayashi y Mike Conway. En la primera carrera tuvo un accidente, y, debido a esto, no disputó la segunda fecha del WEC y fue relegado al tercer coche para las 24 Horas de Le Mans, junto a Nicolas Lapierre y Yuji Kunimoto.
El 20 de mayo obtuvo su primer podio en Fórmula E. Fue en el ePrix de París, terminando segundo detrás de Sébastien Buemi, y fue tercero en la última carrera de la temporada, en Montreal. Terminó noveno el campeonato.
En 2018 ingresó al equipo Dragon en Fórmula E, luego de que Neel Jani deje el equipo tras la ronda 1. En su primera temporada con el equipo estadounidense, López sumó en tres ePrixs y quedó 17.º en el campeonato.
En el WEC, siguió en el equipo Toyota para la temporada 2018-19, Junto a Kobayashi y Conway, fue subcampeón ganando dos carreras: las 6 Horas de Fuji y las 6 Horas de Shanghái 2018. Lideraron gran parte de las 24 Horas de Le Mans, pero en la última parte de la carrera, un error en boxes les hizo perder el liderazgo con el otro Toyota.

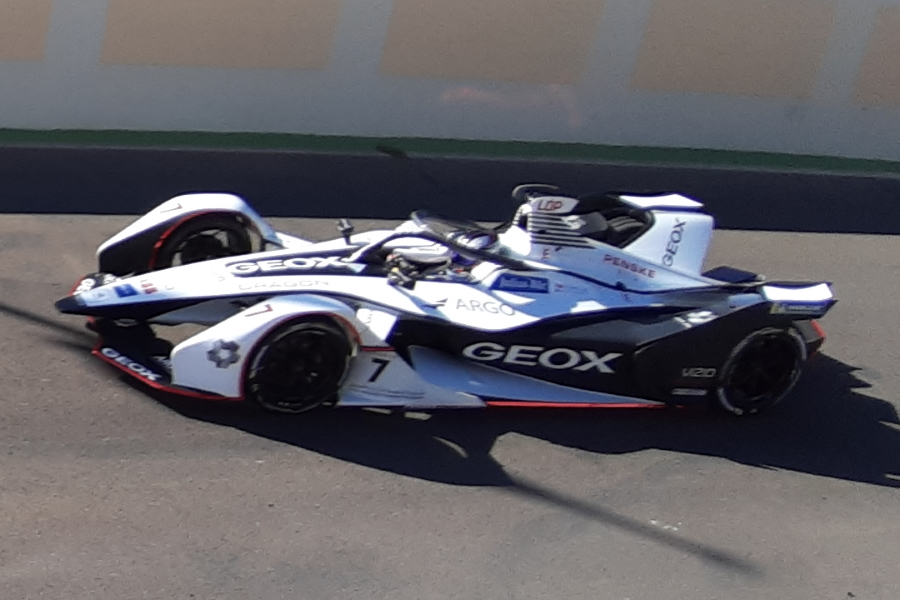
López durante el E-Prix de Marrakech de 2019.

En la temporada 2018-19 de Fórmula E, sumó en dos oportunidades y quedó por detrás de su compañero Maximilian Günther, en el puesto 21. Quedó fuera del equipo al acabar la temporada.
En la temporada 2019-20 del WEC, el Toyota N.°7 ganó cuatro de las ocho carreras del año, sumado a un segundo puesto y dos terceros. Junto a Conway y Kobayashi, el argentino ganó el campeonato con cinco puntos de ventaja sobre el 8. En Le Mans fueron terceros, afectados por una parada de reparación de 29 minutos.
En 2020 vuelve a ser reconocido por la Fundación Konex, esta vez con el Diploma al Mérito Konex.
El Toyota N.°7 logró la victoria en las 24 Horas de Le Mans 2021. De esta manera, López se convirtió en el segundo argentino tras José Froilán González en ganar esta carrera y en el tercer latinoamericano. A final de año, ganaron por segunda vez el campeonato mundial.

## Resumen de carrera
| Temporada | Categoría                                              | Equipo                          | Carreras     | Victorias    | Poles        | VR           | Podios       | Puntos       | Pos.         |
| --------- | ------------------------------------------------------ | ------------------------------- | ------------ | ------------ | ------------ | ------------ | ------------ | ------------ | ------------ |
| 2001      | Eurocopa de Fórmula Renault 2.0                        | Lucidi Motorsport               | 10           | 2            | 1            | 1            | 2            | 24           | 17.º         |
| 2002      | Fórmula Renault Italiana                               | Cram Competition                | 10           | 4            | 5            | 4            | 7            | 205          | 1.º          |
| 2002      | Eurocopa de Fórmula Renault 2.0                        | Cram Competition                | 6            | 1            | 1            | 0            | 3            | 100          | 4.º          |
| 2003      | Eurocopa de Fórmula Renault V6                         | DAMS                            | 18           | 5            | 8            | 8            | 12           | 354          | 1.º          |
| 2004      | Eurocopa de Fórmula Renault V6                         | DAMS                            | 4            | 0            | 1            | 0            | 0            | 2            | 27.º         |
| 2004      | Fórmula 3000 Internacional                             | CMS Performance                 | 10           | 0            | 0            | 2            | 2            | 28           | 6.º          |
| 2005      | GP2 Series                                             | DAMS                            | 22           | 1            | 0            | 0            | 3            | 36           | 9.º          |
| 2006      | GP2 Series                                             | Super Nova Racing               | 21           | 0            | 1            | 1            | 3            | 30           | 10.º         |
| 2007      | Turismo Competición 2000                               | Honda Racing Honda Petrobras    | 11           | 3            | 2            | 3            | 5            | 104          | 5.º          |
| 2007      | American Le Mans Series - GT2                          | Risi Competizione               | 1            | 0            | 0            | 0            | 0            | 0            | NC           |
| 2008      | Turismo Competición 2000                               | Honda Petrobras                 | 14           | 4            | 8            | 3            | 5            | 174          | 1.º          |
| 2008      | Turismo Carretera                                      | HAZ Racing Team                 | 13           | 0            | 0            | 0            | 0            | 109.5        | 15.º         |
| 2008      | Campeonato FIA GT - GT1                                | Escudería ACA Argentina         | 4            | 0            | 0            | 0            | 0            | 6            | 19.º         |
| 2009      | Turismo Competición 2000                               | Equipo Petrobras                | 13           | 4            | 9            | 7            | 7            | 158          | 1.º          |
| 2009      | Turismo Carretera                                      | HAZ Racing Team                 | 16           | 2            | 5            | 5            | 5            | 196.75       | 2.º          |
| 2009      | Turismo Competición 2000 Copa Endurance Series         | Equipo Petrobras                | 3            | 0            | 2            | 2            | 1            | 23           | 7.º          |
| 2009      | Top Race V6                                            | Sportteam V6 AS Racing          | 12           | 5            | 8            | 7            | 6            | 57           | 1.º          |
| 2010      | Turismo Competición 2000                               | Equipo Petrobras                | 13           | 1            | 2            | 3            | 4            | 83           | 6.º          |
| 2010      | Turismo Carretera                                      | Oil Competición                 | 10           | 0            | 0            | 0            | 0            | 28.5         | 36.º         |
| 2010      | Turismo Competición 2000 Copa Endurance Series         | Equipo Petrobras                | 3            | 0            | 0            | 0            | 1            | 16           | 9.º          |
| 2010      | Top Race V6 Copa América                               | AS Racing                       | 3            | 0            | 1            | 0            | 0            | 33           | 22.º         |
| 2010      | Top Race V6 Torneo Clausura                            | Oil Competición                 | 6            | 0            | 0            | 0            | 2            | 5            | 3.º          |
| 2010      | Campeonato Mundial FIA GT1                             | Young Driver AMR                | 2            | 0            | 1            | 0            | 0            | 10           | 37.º         |
| 2011      | Turismo Competición 2000                               | Equipo Fiat Oil Combustibles    | 11           | 1            | 2            | 1            | 4            | 149          | 5.º          |
| 2011      | Turismo Carretera                                      | Oil Competición                 | 10           | 0            | 0            | 0            | 0            | 28.5         | 36.º         |
| 2011      | Top Race V6                                            | Oil Competición AS Racing       | 12           | 0            | 0            | 2            | 4            | 70           | 2.º          |
| 2012      | Súper TC 2000                                          | Pro Racing PSG-16 Team          | 13           | 4            | 6            | 6            | 5            | 203,5        | 1.º          |
| 2012      | Turismo Carretera                                      | Oil Competición                 | 14           | 0            | 1            | 1            | 0            | 95           | 23.º         |
| 2012      | Top Race V6                                            | Tauro Guidi Team                | 8            | 0            | 1            | 1            | 0            | 0            | 25.º         |
| 2013      | Súper TC 2000                                          | Equipo Petronas                 | 12           | 1            | 1            | 2            | 5            | 147          | 5.º          |
| 2013      | Turismo Carretera                                      | Oil C5N Competición             | 14           | 1            | 4            | 2            | 4            | 367.25       | 9.º          |
| 2013      | Top Race V6                                            | PSG16                           | 11           | 2            | 5            | 5            | 8            | 78           | 2.º          |
| 2013      | Campeonato Mundial de Turismos                         | Wiechers-Sport                  | 2            | 1            | 0            | 0            | 1            | 35           | 15.º         |
| 2014      | Campeonato Mundial de Turismos                         | Citroën Total WTCC              | 23           | 10           | 7            | 11           | 17           | 462          | 1.º          |
| 2015      | Campeonato Mundial de Turismos                         | Citroën Total WTCC              | 24           | 10           | 7            | 9            | 19           | 475          | 1.º          |
| 2015      | Stock Car Brasil                                       | Red Bull Racing                 | 1            | 0            | 0            | 0            | 0            | 0            | NC           |
| 2016      | Campeonato Mundial de Turismos                         | Citroën Total WTCC              | 22           | 7            | 4            | 8            | 10           | 381          | 1.º          |
| 2016-17   | Fórmula E                                              | DS Virgin Racing                | 10           | 0            | 0            | 0            | 2            | 65           | 9.º          |
| 2017      | Campeonato Mundial de Resistencia de la FIA - LMP1     | Toyota Gazoo Racing             | 8            | 0            | 3            | 0            | 2            | 84.5         | 6.º          |
| 2017      | Súper TC 2000                                          | Toyota Gazoo Racing Argentina   | 1            | 0            | 0            | 0            | 0            | -            | -            |
| 2017-18   | Fórmula E                                              | Dragon Racing                   | 12           | 0            | 0            | 1            | 0            | 14           | 17.º         |
| 2018      | Súper TC 2000                                          | Toyota Gazoo Racing Argentina   | 1            | 0            | 0            | 0            | 0            | -            | -            |
| 2018-19   | Campeonato Mundial de Resistencia de la FIA - LMP1     | Toyota Gazoo Racing             | 8            | 2            | 1            | 1            | 6            | 157          | 2.º          |
| 2018-19   | Fórmula E                                              | Geox Dragon Racing              | 13           | 0            | 0            | 0            | 0            | 3            | 21.º         |
| 2019-20   | Campeonato Mundial de Resistencia de la FIA - LMP1     | Toyota Gazoo Racing             | 8            | 4            | 3            | 1            | 4            | 207          | 1.º          |
| 2020      | DTM Trophy                                             | Ring Racing                     | 4            | 0            | 0            | 0            | 0            | 12           | 17.º         |
| 2021      | Campeonato Mundial de Resistencia de la FIA - Hypercar | Toyota Gazoo Racing             | 6            | 3            | 4            | 1            | 3            | 173          | 1.º          |
| 2021      | Súper TC 2000                                          | Toyota Gazoo Racing YPF Infinia | 1            | 0            | 0            | 0            | 0            | -            | -            |
| 2022      | Campeonato Mundial de Resistencia de la FIA - Hypercar | Toyota Gazoo Racing             | 6            | 2            | 1            | 1            | 3            | 133          | 3.º          |
| 2022      | IMSA SportsCar Championship - DPi                      | Ally Cadillac                   | 2            | 0            | 0            | 0            | 0            | 566          | 17.º         |
| 2023      | Campeonato Mundial de Resistencia de la FIA - Hypercar | Toyota Gazoo Racing             | 7            | 4            | 3            | 0            | 5            | 145          | 2.º          |
| 2023      | European Le Mans Series - LMP2                         | Cool Racing                     | 6            | 0            | 2            | 0            | 1            | 69           | 6.º          |
| 2024      | Campeonato Mundial de Resistencia de la FIA - LMGT3    | Akkodis ASP Team                | 7            | 0            | 0            | 0            | 0            | 0            | 32.º         |
| 2024      | Campeonato Mundial de Resistencia de la FIA - Hypercar | Toyota Gazoo Racing             | 1            | 0            | 0            | 0            | 1            | 36           | 16.º         |
| 2024      | TCR South America                                      | Toyota Team Argentina           | 2            | 0            | 0            | 1            | 0            | 8            | 44.º         |
| 2025      | Campeonato Mundial de Resistencia de la FIA - LMGT3    | Akkodis ASP Team                | Disputándose | Disputándose | Disputándose | Disputándose | Disputándose | Disputándose | Disputándose |
| Fuente:   |                                                        |                                 |              |              |              |              |              |              |              |

## Resultados

### Fórmula 3000 Internacional
(Clave) (negrita indica pole position) (cursiva indica vuelta rápida)
| Año  | Equipo          | 1       | 2     | 3     | 4     | 5       | 6     | 7     | 8     | 9     | 10      | Pos. | Puntos |
| ---- | --------------- | ------- | ----- | ----- | ----- | ------- | ----- | ----- | ----- | ----- | ------- | ---- | ------ |
| 2004 | CMS Performance | IMO Ret | CAT 6 | MON 3 | NÜR 5 | MAG Ret | SIL 4 | HOC 6 | HUN 8 | SPA 3 | MNZ Ret | 6.º  | 28     |

### GP2 Series
(Clave) (negrita indica pole position) (cursiva indica vuelta rápida puntuable)

| Año  | Escudería         | 1   | 1   | 2   | 2   | 3   | 3   | 4   | 4   | 5   | 5   | 6   | 6   | 7   | 7   | 8   | 8   | 9   | 9   | 10  | 10  | 11  | 11  | 12  | 12  | Pos. | Puntos | Ref.   |
| ---- | ----------------- | --- | --- | --- | --- | --- | --- | --- | --- | --- | --- | --- | --- | --- | --- | --- | --- | --- | --- | --- | --- | --- | --- | --- | --- | ---- | ------ | ------ |
| 2005 | DAMS              | IMO | IMO | BAR | BAR | MON | MON | NÜR | NÜR | MAG | MAG | SIL | SIL | HOC | HOC | BUD | BUD | EST | EST | MNZ | MNZ | SPA | SPA | SAK | SAK | 9.º  | 36     | [ 26 ] |
| 2005 | DAMS              | 2   | 11  | 6   | 1   | Ret | Ret | 13  | 14  | 2   | Ret | 9   | Ret | 13  | 10  | Ret | Ret | 6   | 7   | Ret | Ret | 10  | 8   | 4   | 4   | 9.º  | 36     | [ 26 ] |
| 2006 | Super Nova Racing | VAL | VAL | IMO | IMO | NÜR | NÜR | BAR | BAR | MON | MON | SIL | SIL | MAG | MAG | HOC | HOC | BUD | BUD | EST | EST | MNZ | MNZ |     |     | 10.º | 30     | [ 27 ] |
| 2006 | Super Nova Racing | 5   | Ret | Ret | 19† | 4   | 3   | Ret | Ret | NC  | NC  | Ret | 14  | 3   | Ret | 7   | 2   | 8   | Ret | 9   | 11  | Ret | Ret |     |     | 10.º | 30     | [ 27 ] |

### Campeonato Mundial de GT1 de la FIA
| Año  | Equipo           | Automóvil    | 1      | 2      | 3      | 4      | 5      | 6      | 7      | 8      | 9      | 10     | 11     | 12     | 13     | 14     | 15     | 16     | 17     | 18     | 19         | 20       | Pos. | Puntos |
| ---- | ---------------- | ------------ | ------ | ------ | ------ | ------ | ------ | ------ | ------ | ------ | ------ | ------ | ------ | ------ | ------ | ------ | ------ | ------ | ------ | ------ | ---------- | -------- | ---- | ------ |
| 2010 | Young Driver AMR | Aston Martin | ABU QR | ABU CR | SIL QR | SIL CR | BRN QR | BRN CR | PRI QR | PRI CR | SPA QR | SPA CR | NÜR QR | NÜR CR | ALG QR | ALG CR | NAV QR | NAV CR | INT QR | INT CR | SAN QR Ret | SAN CR 5 | 37.º | 10     |

### Campeonato Mundial de Turismos
(Clave) (negrita indica pole position) (cursiva indica vuelta rápida)
| Año  | Equipo             | Automóvil             | 1       | 2       | 3       | 4       | 5        | 6       | 7       | 8       | 9       | 10       | 11      | 12        | 13      | 14      | 15      | 16      | 17      | 18        | 19      | 20      | 21      | 22      | 23      | 24      | Pos. | Puntos |
| ---- | ------------------ | --------------------- | ------- | ------- | ------- | ------- | -------- | ------- | ------- | ------- | ------- | -------- | ------- | --------- | ------- | ------- | ------- | ------- | ------- | --------- | ------- | ------- | ------- | ------- | ------- | ------- | ---- | ------ |
| 2013 | Wiechers-Sport     | BMW 320 TC            | ITA 1   | ITA 2   | MAR 1   | MAR 2   | SVK 1    | SVK 2   | HUN 1   | HUN 2   | AUT 1   | AUT 2    | RUS 1   | RUS 2     | POR 1   | POR 2   | ARG 1 5 | ARG 2 1 | USA 1   | USA 2     | JPN 1   | JPN 2   | CHN 1   | CHN 2   | MAC 1   | MAC 2   | 15.º | 35     |
| 2014 | Citroën Total WTCC | Citroën C-Elysée WTCC | MAR 1   | MAR 2   | FRA 1 4 | FRA 2 1 | HUN 1 2  | HUN 2 6 | SVK 1 2 | SVK 2 C | AUT 1 3 | AUT 2 1  | RUS 1   | RUS 2 Ret | BEL 1 2 | BEL 2 1 | ARG 1   | ARG 2 1 | BEI 1 3 | BEI 2 4   | CHN 1   | CHN 2 3 | JPN 1   | JPN 2 6 | MAC 1   | MAC 2 5 | 1.º  | 462    |
| 2015 | Citroën Total WTCC | Citroën C-Elysée WTCC | ARG 1   | ARG 2   | MAR 1   | MAR 2 3 | HUN 1    | HUN 2 6 | GER 1   | GER 2   | RUS 1 2 | RUS 2 12 | SVK 1 2 | SVK 2     | FRA 1 3 | FRA 2 1 | POR 1   | POR 2 5 | JPN 1   | JPN 2 Ret | CHN 1   | CHN 2 3 | THA 1   | THA 2 3 | QAT 1   | QAT 2 8 | 1.º  | 475    |
| 2016 | Citroën Racing     | Citroën C-Elysée WTCC | FRA 1 6 | FRA 2 1 | SVK 1 5 | SVK 2 1 | HUN 1 13 | HUN 2 1 | MAR 1 2 | MAR 2 1 | GER 1   | GER 2 1  | RUS 1 5 | RUS 2 8   | POR 1 5 | POR 2 5 | ARG 1 5 | ARG 2 1 | JPN 1 4 | JPN 2     | CHN 1 4 | CHN 2 1 | THA 1 C | THA 2 C | QAT 1 9 | QAT 2 3 | 1.º  | 381    |

### Fórmula E
(Clave) (negrita indica pole position) (cursiva indica vuelta rápida)
| Año     | Equipo           | 1       | 2      | 3      | 4       | 5       | 6       | 7      | 8      | 9      | 10     | 11      | 12      | 13      | Pos. | Puntos |
| ------- | ---------------- | ------- | ------ | ------ | ------- | ------- | ------- | ------ | ------ | ------ | ------ | ------- | ------- | ------- | ---- | ------ |
| 2016-17 | DS Virgin Racing | HKG Ret | MAR 10 | BUE 10 | MEX 6   | MON Ret | PAR 2   | BER 4  | BER 5  | NYC    | NYC    | MTR Ret | MTR 3   |         | 9.º  | 65     |
| 2017-18 | Dragon Racing    | HKG     | HKG    | MAR 6  | SAN Ret | MEX 12  | PDE 8   | ROM 17 | PAR 10 | BER 18 | ZUR 12 | NYC Ret | NYC Ret |         | 17.º | 14     |
| 2018-19 | Geox Dragon      | ALD Ret | MAR 11 | SAN 9  | MEX 17  | HKG 11  | SNY Ret | ROM 16 | PAR 13 | MON 10 | BER 20 | BRN DSQ | NYC 12  | NYC Ret | 21.º | 3      |
| Fuente: |                  |         |        |        |         |         |         |        |        |        |        |         |         |         |      |        |

### Campeonato Mundial de Resistencia de la FIA
(Clave) (negrita indica pole position) (cursiva indica vuelta rápida)

| Año     | Escudería           | Clase    | Automóvil           | 1   | 2   | 3   | 4   | 5   | 6   | 7   | 8   | 9   | Pos. | Puntos | Ref.   |
| ------- | ------------------- | -------- | ------------------- | --- | --- | --- | --- | --- | --- | --- | --- | --- | ---- | ------ | ------ |
| 2017    | Toyota Gazoo Racing | LMP1     | Toyota TS050 Hybrid | SIL | SPA | LMS | NÜR | MEX | COA | FUJ | SHA | BHR | 6.º  | 84.5   | [ 32 ] |
| 2017    | Toyota Gazoo Racing | LMP1     | Toyota TS050 Hybrid | 13  |     | Ret | 3   | 4   | 4   | 2   | 4   | 4   | 6.º  | 84.5   | [ 32 ] |
| 2018-19 | Toyota Gazoo Racing | LMP1     | Toyota TS050 Hybrid | SPA | LMS | SIL | FUJ | SHA | SEB | SPA | LMS |     | 2.º  | 157    | [ 33 ] |
| 2018-19 | Toyota Gazoo Racing | LMP1     | Toyota TS050 Hybrid | 2   | 2   | DSQ | 1   | 1   | 2   | 6   | 2   |     | 2.º  | 157    | [ 33 ] |
| 2019-20 | Toyota Gazoo Racing | LMP1     | Toyota TS050 Hybrid | SIL | FUJ | SHA | BHR | COA | SPA | LMS | BHR |     | 1.º  | 207    | [ 34 ] |
| 2019-20 | Toyota Gazoo Racing | LMP1     | Toyota TS050 Hybrid | 1   | 2   | 3   | 1   | 3   | 1   | 3   | 1   |     | 1.º  | 207    | [ 34 ] |
| 2021    | Toyota Gazoo Racing | Hypercar | Toyota GR010 Hybrid | SPA | POR | MNZ | LMS | BHR | BHR |     |     |     | 1.º  | 173    | [ 35 ] |
| 2021    | Toyota Gazoo Racing | Hypercar | Toyota GR010 Hybrid | 3   | 2   | 1   | 1   | 1   | 2   |     |     |     | 1.º  | 173    | [ 35 ] |
| 2022    | Toyota Gazoo Racing | Hypercar | Toyota GR010 Hybrid | SEB | SPA | LMS | MNZ | FUJ | BHR |     |     |     | 3.º  | 133    | [ 36 ] |
| 2022    | Toyota Gazoo Racing | Hypercar | Toyota GR010 Hybrid | Ret | 1   | 2   | 3   | 2   | 1   |     |     |     | 3.º  | 133    | [ 36 ] |
| 2023    | Toyota Gazoo Racing | Hypercar | Toyota GR010 Hybrid | SEB | ALG | SPA | LMS | MNZ | FUJ | BHR |     |     | 2.º  | 145    | [ 37 ] |
| 2023    | Toyota Gazoo Racing | Hypercar | Toyota GR010 Hybrid | 1   | 9   | 1   | Ret | 1   | 1   | 2   |     |     | 2.º  | 145    | [ 37 ] |
| 2024*   |                     |          |                     | QAT | IMO | SPA | LMS | SÃO | COA | FUJ | BHR |     |      |        |        |
| 2024*   | Akkodis ASP Team    | LMGT3    | Lexus RC F GT3      | 16  | 15  | 14  |     |     |     |     |     |     | 27.º | 0      | [ 38 ] |
| 2024*   | Toyota Gazoo Racing | Hypercar | Toyota GR010 Hybrid |     |     |     | 2   |     |     |     |     |     | 9.º  | 36     | [ 39 ] |

- * Temporada en progreso.

### 24 Horas de Le Mans
| Año     | Equipo              | Copilotos                        | Automóvil           | Clase    | Vueltas | Pos. | Pos. Clase |
| ------- | ------------------- | -------------------------------- | ------------------- | -------- | ------- | ---- | ---------- |
| 2017    | Toyota Gazoo Racing | Nicolas Lapierre Yuji Kunimoto   | Toyota TS050 Hybrid | LMP1     | 160     | DNF  | DNF        |
| 2018    | Toyota Gazoo Racing | Mike Conway Kamui Kobayashi      | Toyota TS050 Hybrid | LMP1     | 386     | 2.º  | 2.º        |
| 2019    | Toyota Gazoo Racing | Mike Conway Kamui Kobayashi      | Toyota TS050 Hybrid | LMP1     | 385     | 2.º  | 2.º        |
| 2020    | Toyota Gazoo Racing | Mike Conway Kamui Kobayashi      | Toyota TS050 Hybrid | LMP1     | 381     | 3.º  | 3.º        |
| 2021    | Toyota Gazoo Racing | Mike Conway Kamui Kobayashi      | Toyota GR010 Hybrid | Hypercar | 371     | 1.º  | 1.º        |
| 2022    | Toyota Gazoo Racing | Mike Conway Kamui Kobayashi      | Toyota GR010 Hybrid | Hypercar | 380     | 2.º  | 2.º        |
| 2023    | Toyota Gazoo Racing | Mike Conway Kamui Kobayashi      | Toyota GR010 Hybrid | Hypercar | 103     | DNF  | DNF        |
| 2024    | Toyota Gazoo Racing | Kamui Kobayashi Nyck de Vries    | Toyota GR010 Hybrid | Hypercar | 311     | 2.º  | 2.º        |
| 2025    | Akkodis ASP Team    | Clemens Schmid Răzvan Umbrărescu | Lexus RC F GT3      | LMGT3    | 340     | 37.º | 5.º        |
| Fuente: |                     |                                  |                     |          |         |      |            |

### Turismo Competición 2000
| Año  | Equipo                       | Auto             | 1   | 2   | 3   | 4   | 5   | 6   | 7   | 8   | 9   | 10  | 11  | 12  | 13  | 14  | Res. | Puntos |
| ---- | ---------------------------- | ---------------- | --- | --- | --- | --- | --- | --- | --- | --- | --- | --- | --- | --- | --- | --- | ---- | ------ |
| 2007 |                              |                  | CR  | GR  | BB  | SMM | SJU | SP  | AG  | SFE | SRA | VIE | BA  | OBE | SL  | PDE | 5°   | 104    |
| 2007 | Honda Racing                 | Honda Civic VIII |     |     |     | 12  | Ret |     |     |     |     |     |     |     |     |     | 5°   | 104    |
| 2007 | Honda Petrobras              | Honda Civic VIII |     |     |     |     |     | 13  | 3   | 13† | 1   | 1   | 10  | 1   | 3   | Ret | 5°   | 104    |
| 2008 |                              |                  | PAR | SAL | GR  | SFE | SJU | RES | AG  | BA  | OBE | TRH | VIE | SMM | PDF | PDE | 1°   | 174    |
| 2008 | Honda Petrobras              | Honda Civic VIII | 17† | 6   | 6   | 1   | 3   | Ret | 10  | 1   | 1   | 7   | 6   | 4   | 1   | 7   | 1°   | 174    |
| 2009 |                              |                  | AG  | GR  | OBE | SMM | TRH | RES | BA  | CEN | SFE | SFE | SJU | SJU | PDF |     | 1°   | 158    |
| 2009 | Equipo Petrobras             | Honda Civic VIII | 16† | 1   | 1   | 6   | 11  | 7   | 2   | Ret | 2   | 2   | 1   | 1   | 13† |     | 1°   | 158    |
| 2010 |                              |                  | PDE | SMM | GR  | AG  | RES | TRH | LR  | SFE | SFE | CEN | OBE | BA  | PDF |     | 6°   | 83     |
| 2010 | Equipo Petrobras             | Honda Civic VIII | 1   | 5   | 11  | Ret | 6   | 3   | Ret | Ex. | 2   | 11  | 2   | Ret | 12  |     | 6°   | 83     |
| 2011 |                              |                  | GR  | SFE | SFE | SMM | SJU | RES | AG  | TRH | LPL | TRE | JUN | PDF | PAR |     | 5°   | 149    |
| 2011 | Equipo Fiat Oil Combustibles | Fiat Linea       | 17  | WD  | WD  | Ret | Ret | 6   | 6   | 3   | 2   | 9   | 1   | Ret | 3   |     | 5°   | 149    |

#### Copa Endurance Series
| Año  | Equipo           | Auto             | 1   | 2   | 3   | Res. | Puntos |
| ---- | ---------------- | ---------------- | --- | --- | --- | ---- | ------ |
| 2009 |                  |                  | TRH | BA  | PDF | 7°   | 23     |
| 2009 | Equipo Petrobras | Honda Civic VIII | 11  | 2   | 11† | 7°   | 23     |
| 2010 |                  |                  | TRH | CEN | BA  | 9°   | 16     |
| 2010 | Equipo Petrobras | Honda Civic VIII | 3   | 11  | Ret | 9°   | 16     |

### Súper TC 2000
| Año  | Equipo                          | Auto               | 1    | 2    | 3     | 4     | 5   | 6   | 7   | 8   | 9      | 10     | 11    | 12  | 13    | 14  | 15    | 16  | 17  | 18  | 19  | 20    | 21    | 22   | Res. | Puntos |
| ---- | ------------------------------- | ------------------ | ---- | ---- | ----- | ----- | --- | --- | --- | --- | ------ | ------ | ----- | --- | ----- | --- | ----- | --- | --- | --- | --- | ----- | ----- | ---- | ---- | ------ |
| 2012 |                                 |                    | AG   | BA   | ROS   | SJU   | GR  | OBE | RAF | SMM | RC     | SFE    | SFE   | SAL | PDF   |     |       |     |     |     |     |       |       |      | 1°   | 203,5  |
| 2012 | Pro Racing                      | Fiat Linea         | 8    | Ret  | 15†   |       |     |     |     |     |        |        |       |     |       |     |       |     |     |     |     |       |       |      | 1°   | 203,5  |
| 2012 | PSG-16 Team                     | Ford Focus II      |      |      |       | Ret   | 1   | 1   | 1   | 1   | 6      | 5      | 15    | 2   | 5     |     |       |     |     |     |     |       |       |      | 1°   | 203,5  |
| 2013 |                                 |                    | BA   | ROS  | SJU   | TOA   | AG  | TRH | JUN | SFE | GR     | LP     | SMM   | PDF |       |     |       |     |     |     |     |       |       |      | 5°   | 147    |
| 2013 | Equipo Petronas                 | Fiat Linea         | Ret  | 2    | 2     | 21†   | 3   | 21† | 3   | 4   | 10     | 10     | Ret   | 1   |       |     |       |     |     |     |     |       |       |      | 5°   | 147    |
| 2017 |                                 |                    | BA I | PDF  | SMM   | ROS   | ROS | TRH | RAF | OBE | SFE    | SFE    | BA II | SJU | GR    | AG  |       |     |     |     |     |       |       |      | -    | -      |
| 2017 | Toyota Gazoo Racing Argentina   | Toyota Corolla XI  |      |      |       |       |     |     |     |     |        |        | 15    |     |       |     |       |     |     |     |     |       |       |      | -    | -      |
| 2018 |                                 |                    | BA I | ROS  | ROS   | SMM   | PDF | RAF | SJU | OBE | SFE    | SFE    | TRH   | SNI | BA II | AG  |       |     |     |     |     |       |       |      | -    | -      |
| 2018 | Toyota Gazoo Racing Argentina   | Toyota Corolla XI  |      |      |       |       |     |     |     |     |        |        |       |     | Ret   |     |       |     |     |     |     |       |       |      | -    | -      |
| 2021 |                                 |                    | BA I | BA I | BA II | BA II | AG  | AG  | SNI | SNI | BA III | BA III | PAR   | PAR | TOA   | TOA | BA IV | VIL | VIL | ROS | ROS | AG II | AG II | BA V | -    | -      |
| 2021 | Toyota Gazoo Racing YPF Infinia | Toyota Corolla XII |      |      |       |       |     |     |     |     |        |        |       |     |       |     | 17†   |     |     |     |     |       |       |      | -    | -      |

## Palmarés
| Año  | Título                        | Vehículo            |
| ---- | ----------------------------- | ------------------- |
| 2002 | Fórmula Renault 2000 Italiana | Cram Motorsport     |
| 2003 | Fórmula Renault V6 Eurocup    | DAMS                |
| 2005 | Máster de Pilotos             | Karting             |
| 2008 | TC 2000                       | Honda Civic         |
| 2009 | TC 2000                       | Honda Civic         |
| 2009 | Top Race V6                   | Ford Mondeo         |
| 2012 | Súper TC 2000                 | Ford Focus          |
| 2014 | WTCC                          | Citroën C-Elysée    |
| 2015 | WTCC                          | Citroën C-Elysée    |
| 2016 | WTCC                          | Citroën C-Elysée    |
| 2020 | WEC                           | Toyota TS050 Hybrid |
| 2021 | WEC                           | Toyota GR010 Hybrid |